# Albert Jan van Leusen
Albert Jan van Leusen (Assen, 11 september 1899 – Velsen, 17 januari 1972) was een Nederlands arts, radiopresentator, schrijver en politicus. Hij was gemeenteraadslid en wethouder van de gemeente Velsen en lid van de Provinciale Staten van Noord-Holland.

## Leven en werk
Van Leusen werd geboren als zoon van graanhandelaar en fabrikant Albert van Leusen en Willemina Jantina de Waard. Na zijn opleiding als huisarts aan de Rijksuniversiteit Groningen trouwde hij in 1929 op 29-jarige leeftijd met Johanna Alida Valentina Binnerts. Na hun huwelijk vestigde het echtpaar zich in Velsen, alwaar hij een huisartsenpraktijk begon.
Van Leusen kreeg landelijke bekendheid met zijn radiorubriek ‘Tijdelijk uitgeschakeld’ voor de VPRO. Ook verzorgde hij spreekbeurten door het hele land en schreef hij diverse boeken over gezondheidsthema’s, waaronder ‘Tijdelijk uitgeschakeld, gesprekken met zieken’ (1952), waar later nog twee vervolgdelen van verschenen en ‘Ouder worden en…. Gelukkig zijn!’ (1952). Ook was hij lange tijd voorzitter van de landelijke Federatie van Ziekenfondsen.
In de lokale politiek manifesteerde hij zich eerst als statenlid, vervolgens als gemeenteraadslid en ten slotte als wethouder, eerst voor de V.D.B. en nadat deze partij fuseerde met de S.D.A.P. tot de Partij van de Arbeid, voor deze laatste partij. Zijn belangrijkste wapenfeiten als wethouder waren zijn bijdragen in het tot stand komen van het gemeentelijk Gymnasium Felisenum en het gemeentelijk sportpark Schoonenberg. Vóór de Tweede Wereldoorlog was hij een van de mede-oprichters van Eenheid door Democratie. Toen hij in 1962 afscheid nam als raadslid, was hij nestor van de gemeenteraad van Velsen en werd hij onderscheiden met de Gouden Erepening van de gemeente Velsen.
Van Leusen was verder op vele terreinen actief in het verenigingsleven. Zo was hij jarenlang voorzitter van de Vereniging van Vrijzinnig Hervormden, de Oranjevereniging Driehuis, en ook was hij dertien jaar voorzitter van de voetbalclub VSV. Hij was een hartstochtelijk voorstander van amateurvoetbal, en verdedigde dit in de brochure ‘Amateurisme’ (1950). Later zag hij er echter wel de noodzaak van in dat er in Velsen en omstreken betaald voetbal moest komen.